# Canal du Yucatán
Le canal du Yucatán est un détroit de la mer des Caraïbes marquant la limite entre cette mer et le golfe du Mexique. Il est formé par la péninsule du Yucatán (Mexique) à l'ouest et par l'île de Cuba à l'est.
Il possède une largeur de 208 km et une profondeur maximale de 1 800 m.
C'est le point de passage du courant marin du Yucatán qui monte depuis la mer des Caraïbes, puis se joint aux courants chauds du golfe du Mexique, pour ensuite se diriger vers le détroit de Floride.